# Eugenia stahlii
Eugenia stahlii là một loài thực vật có hoa trong Họ Đào kim nương. Loài này được (Kiaersk.) Krug & Urb. mô tả khoa học đầu tiên năm 1895.